# Präsidentschaftswahlen in Niger 2016

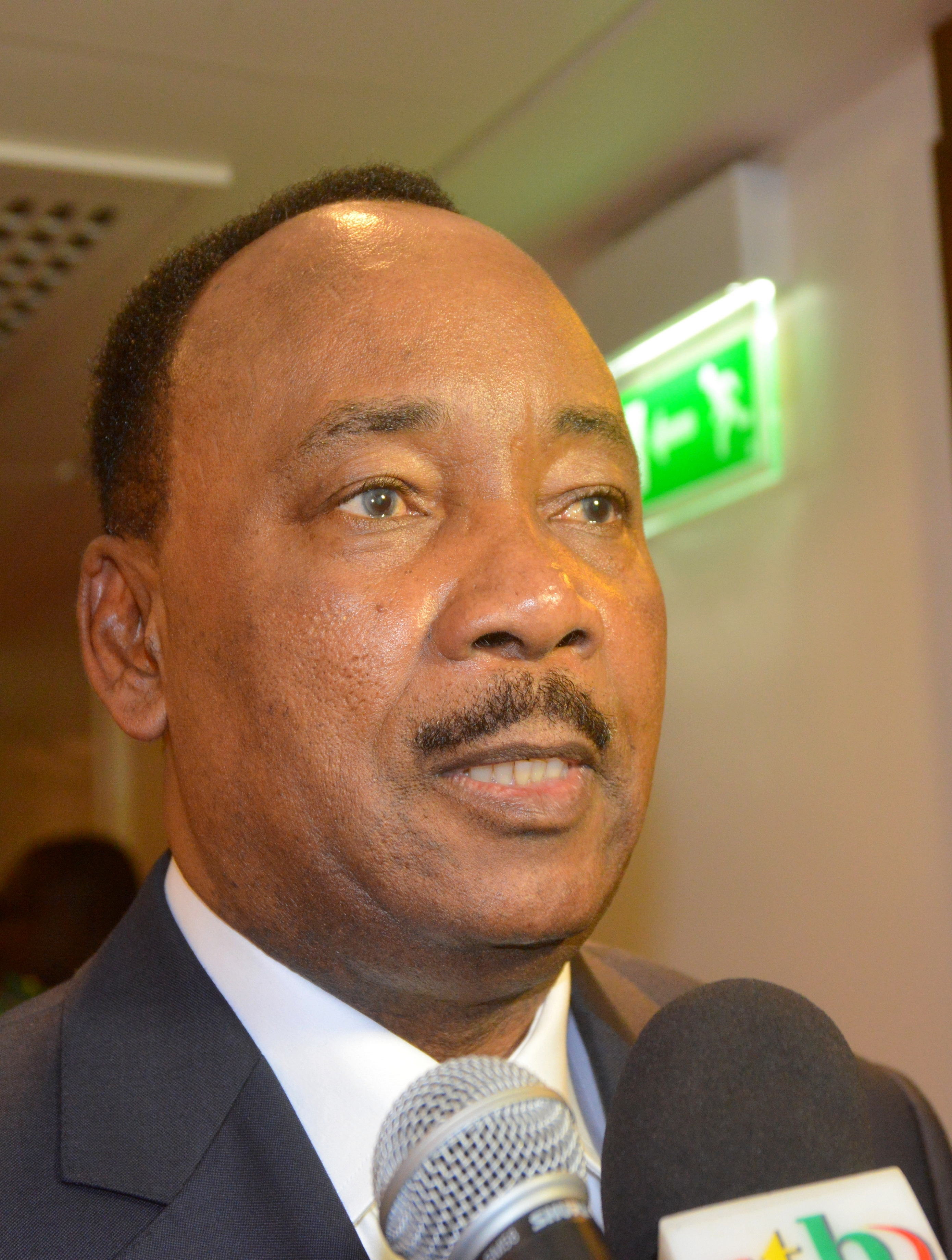
Mahamadou Issoufou, Sieger der Präsidentschaftswahlen in Niger 2016

Bei den Präsidentschaftswahlen in Niger 2016 wurde mittels Direktwahl der Staatspräsident der Republik Niger gewählt. Der erste Durchgang der Wahlen fand am 21. Februar 2016 statt, der zweite Durchgang am 20. März 2016. Als Wahlsieger ging der Amtsinhaber Mahamadou Issoufou (PNDS-Tarayya) hervor.

## Hintergrund
Die Wahlen fanden regulär nach dem Ende der fünfjährigen Amtszeit von Mahamadou Issoufou (PNDS-Tarayya) statt, der bei den vorangegangenen Präsidentschaftswahlen von 2011 gewählt worden war. Der Wahltermin am 21. Februar 2016 war derselbe wie jener der Parlamentswahlen in Niger 2016.
Neben Amtsinhaber Issoufou wurden vierzehn weitere Kandidaten zu den Wahlen 2016 zugelassen. Darunter war keine Frau. Zu Mahamadou Issoufous wichtigsten Herausforderern zählten Seini Oumarou von der Partei MNSD-Nassara, Hama Amadou von der Partei MODEN-FA Lumana Africa und Mahamane Ousmane von der Partei MNRD-Hankuri. Der ehemalige Premierminister und Parlamentspräsident Seini Oumarou hatte im MNSD-Nassara das Erbe des 2010 gestürzten Staatspräsidenten Mamadou Tandja angetreten. Bei den Präsidentschaftswahlen von 2011 war er der Gegner Mahamadou Issoufous in der Stichwahl gewesen. Hama Amadou, ebenfalls ein ehemaliger Premierminister und Parlamentspräsident, führte seinen Wahlkampf von einer Gefängniszelle aus. Ihm wurde die Verstrickung in eine Babyhandelaffäre vorgeworfen. Mahamane Ousmane war bereits von 1993 bis 1996 Staatspräsident gewesen. Die Partei CDS-Rahama, deren Vorsitzender er über viele Jahre gewesen war, hatte Abdou Labo als Präsidentschaftskandidaten nominiert, weswegen Ousmane als Kandidat der Partei MNRD-Hankuri antrat. Seini Oumarou, Hama Amadou und Mahamane Ousmane sowie Amadou Boubacar Cissé, der Kandidat der UDR-Tabbat, vereinbarten im Januar 2016, sich im Fall einer Stichwahl gegen Mahamadou Issoufou gegenseitig zu unterstützen.

## Ergebnisse

### Erster Wahldurchgang
Die vorläufigen Endergebnisse lauten wie folgt:
| Kandidat                   | Partei                 | Stimmenanzahl | Stimmenanteil |
| -------------------------- | ---------------------- | ------------- | ------------- |
| Mahamadou Issoufou         | PNDS-Tarayya           | 2.107.946     | 48,52 %       |
| Hama Amadou                | MODEN-FA Lumana Africa | 807.978       | 18,60 %       |
| Seini Oumarou              | MNSD-Nassara           | 505.328       | 11,63 %       |
| Mahamane Ousmane           | MNRD-Hankuri           | 255.524       | 5,88 %        |
| Ibrahim Yacouba            | MPN-Kiishin Kassa      | 196.341       | 4,52 %        |
| Kassoum Mamane Moctar      | CPR-Inganci            | 130.518       | 3,00 %        |
| Abdou Labo                 | CDS-Rahama             | 92.611        | 2,13 %        |
| Amadou Cheiffou            | RSD-Gaskiya            | 72.779        | 1,68 %        |
| Amadou Boubacar Cissé      | UDR-Tabbat             | 58.799        | 1,35 %        |
| Laouan Magagi              | ARD-Adaltchi Mutunchi  | 35.747        | 0,82 %        |
| Adal Roubeit               | MDR-Tarna              | 26.113        | 0,60 %        |
| Tahirou Guimba             | MODDEL-Ma’aykata       | 16.629        | 0,38 %        |
| Abdoulaye Amadou Traoré    | PPNU-Sawyi             | 16.304        | 0,38 %        |
| Mahamane Jean Padonou      | CDP-Marhaba Bikhum     | 15.030        | 0,35 %        |
| Mahamane Hamissou Moumouni | PJD-Hakika             | 6468          | 0,15 %        |

### Zweiter Wahldurchgang
Ein zweiter Wahldurchgang wurde erforderlich, da keiner der Kandidaten beim ersten Wahldurchgang die absolute Mehrheit der Stimmen auf sich vereinen konnte. Von 7.581.540 registrierten Wählern gingen 4.534.416 zu den Urnen. Dies entspricht einer Wahlbeteiligung von 59,8 %. Von den 4.534.416 abgegebenen Stimmzetteln wurden 4.434.655 als gültig und 99.761 als ungültig (bzw. leere Stimmzettel) gewertet.
| Kandidat           | Partei                 | Stimmenanzahl | Stimmenanteil |
| ------------------ | ---------------------- | ------------- | ------------- |
| Mahamadou Issoufou | PNDS-Tarayya           | 4.102.363     | 92,51 %       |
| Hama Amadou        | MODEN-FA Lumana Africa | 332.292       | 7,49 %        |